# Marduk-zakir-shumi I
Marduk-zakir-šumi I was tussen 851-824 v.Chr. koning van Babylon.
Hij was zowel de kleinzoon van zijn voorganger Nabu-apla-iddina als kleinzoon van een Assyrische koning, en daarmee niet veel meer dan een Assyrische zetbaas. Toen er een opstand tegen hem plaatsvond riep hij de hulp in van de Assyrische koning Salmanasser III die hem weer op zijn troon zette. In Nimrud is er een indrukwekkende troonbasis gevonden waarop de twee koningen elkaar de hand reiken. Dezelfde scène is ook op een albasten urn aangetroffen. Toch weerhield dit Salmanasser er niet van te pochen:
Ik trok op naar Babylon, Borsippa en Kutha en offerde aan de goden. Ik zakte af tot Chaldea en verwierf dominantie over heel Chaldea. Ik ontving schatting van de koningen van Chaldea in Babylon
Blijkbaar had Marduk-zakir-šumi daar niet veel over te vertellen. Salmanasser gedroeg zich als de koning over Babylonië, zonder het koningschap van de stad Babylon voor zich op te eisen. Daarmee werd Marduk-zakir-šumi tot niet veel meer dan een stadsvorst gedegradeerd. Ook de Synchronistische Kroniek geeft dit aan: de bevolking van Assyrië en Karduniaš werden met elkaar verbonden. Babylon, Borsippa en Kutha werden door de Assyriërs vrijgesteld van belasting. Marduk-zakir-šumi schonk een groot rolzegel van lapis lazuli en rood goud om rond de nek van Marduk in de Esagila gehangen te worden. Erop stond te lezen koning van de wereld. Deze vrome daad zal ongetwijfeld de Marduk-priesters behaagd hebben, zodat zowel de bevolking als de geestelijkheid tevreden mochten zijn met het arrangement. Marduk-zakir-šumi sloot een verdrag met Salmanassers opvolger Šamši-Adad V. Opnieuw kwamen de Assyriërs te hulp toen er in het verre zuiden opstand dreigde. Šamši-adad ontvoerde niet minder dan elf goden(beelden) uit de stad Der en begon zichzelf koning van Sumer en Akkad te noemen, maar niet koning van Babylon.